# Azax Syndrom
Азакс Синдром (енгл. Azax Syndrom, право име Регев Азарија хебр. רגב עזריה) израелски је музички продуцент и диск-џокеј. Један је од представника психоделичног тренса.
Почетком 90-их година 20. века, Азарија је био певач у хеви метал бенду, што је касније имало утицаја на његову каријеру музичког продуцента. Иако је продукцијом почео да се бави 2003, Азарија је и пре тога наступао као ди-џеј.

## Дискографија

### Албуми
- (2007)
- (2007)
- (2011)

### Компилације
- (2003)
- (2007)

### Мини албуми
- (2010)
- (2012)
- (2014)
- (2014)
- (2015)